# 艾格兰 (滨海阿尔卑斯省)
艾格兰（法語：Aiglun，法語發音：[ɛɡlœ̃]）是法国滨海阿尔卑斯省的一个市镇，属于格拉斯区。

## 地理
艾格兰（43°51'27"N, 6°54'52"E）面积15.37 平方千米，位于法国普罗旺斯-阿尔卑斯-蓝色海岸大区滨海阿尔卑斯省，该省份为法国东南部沿海省份，南濒地中海，西南至瓦尔省，西北接上普罗旺斯阿尔卑斯省，北部和东部与意大利接壤。
与艾格兰接壤的市镇（或旧市镇、城区）包括：格雷奥利耶尔、勒马、莱米茹勒、普罗旺斯地区拉罗克、萨拉格里丰、锡加勒。

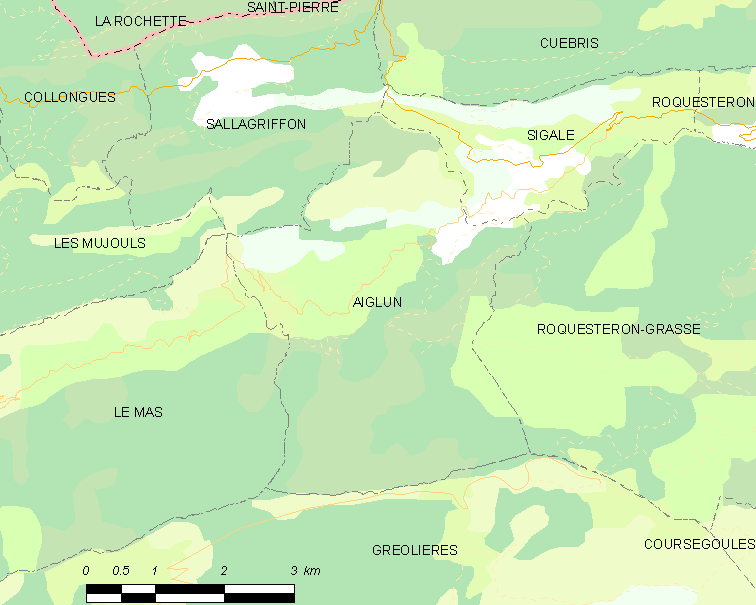
的OSM定位图

艾格兰的时区为UTC+01:00、UTC+02:00（夏令时）。

## 行政
艾格兰的邮政编码为06910，INSEE市镇编码为06001。

## 政治
艾格兰所属的省级选区为旺斯县。

## 人口

1962-2008年间人口变化图示

艾格兰于2022年1月1日时的人口数量为99人。